# Classe Etna (nave da rifornimento)
La classe Etna è una versione migliorata e ingrandita della classe di navi da rifornimento Stromboli, rispetto alla quale ha maggiori dimensioni, maggiori capacità di trasporto, un ponte di volo per due elicotteri, e un propulsore più potente. Dopo la costruzione di un'unità per la Marina Militare una seconda unità è stata costruita su licenza in Grecia per la Marina ellenica. Notevolmente diverso fra le due imbarcazioni è, però, l'equipaggiamento difensivo. Nave Etna infatti è priva di sistemi antinave e antiaerei oltre ad essere vulnerabile ad attacchi sottomarini, mentre Nave Prometeus è meglio equipaggiata con missili, il sistema Vulcan Phalanx e con il sistema decoy antisiluro AN/SLQ-25 Nixie.

## Caratteristiche
Queste unità possono considerarsi navi da supporto polivalenti, in quanto oltre ai compiti di unità da rifornimento, possono svolgere il ruolo di unità di Supporto logistico e sanitario, di trasporto di materiali e munizioni e, grazie alla presenza delle officine di bordo, anche di interventi per le riparazioni di altre unità navali. I sistemi di comunicazione di bordo, comprensivi di sistema di comunicazione satellitare, la rendono idonea anche quale sede comando, ruolo che ha svolto in più occasioni in occasione di missioni all'estero.
Le unità tipo "Etna" hanno quattro stazioni di rifornimento, di cui due idonee anche al trasferimento di carichi solidi, una stazione poppiera per il rifornimento di gasolio e dispongono di un ponte di volo, dalle dimensioni di 28 x 21 metri, per operazioni di carico e scarico di materiali da effettuare mediante gli elicotteri. La gestione dei carichi trasportati è completamente informatizzata. La nave ha capacità di intervenire per riparazioni di altre unità anche in navigazione e per tale funzione sono disponibili un'officina elicotteristica per la riparazione degli elicotteri, un'officina meccanica per la riparazione dello scafo e dell'apparato motore ed un'officina elettro-meccanica.
Questi navi possono anche offrire assistenza sanitaria al personale delle unità della squadra navale in navigazione anche per un periodo continuativo di 20 giorni ad una formazione composta da 1 portaerei, 2 cacciatorpediniere e 2 fregate, potendo disporre a bordo di una notevole area ospedaliera con gabinetti radiologici, odontoiatrici e sala operatoria.

## Italia
L'unità italiana, battezzata con il nome Etna, è stata costruita negli stabilimenti della Fincantieri di Riva Trigoso dove il suo scafo, impostato il 3 giugno 1995 è stato varato il 12 luglio 1997.
La nave da rifornimento Etna è spesso considerata la terza unità della Classe Stromboli.
La nave, completata il 29 luglio 1998  è inquadrata nel COMFORAL il Comando delle Forze d'altura dislocato presso la base di Taranto.
La nave dispone di due mitragliere da 25/90mm antiaeree, mentre sul ponte di volo possono operare due elicotteri SH-90 o AW-101.
Nel corso di questi anni ha partecipato alle missioni in cui è stata impegnata la squadra navale tra cui l'operazione Enduring Freedom.
Il motto dell'unità è Tenacemente ovunque.

### Nome
Questa è la quinta unità a portare il nome Etna. La prima fu una corvetta di II rango a ruote costruita a Castellammare di Stabia in servizio dal 1º luglio 1863 al 31 marzo 1875 che nel 1866 prese parte alla terza guerra di indipendenza operando come unità sussidiaria alla squadra da battaglia e svolgendo durante la battaglia di Lissa il ruolo di unità ripetitrice di segnali. La nave era dotata di tre alberi a vele quadre.

Gli scafi degli incrociatori Etna e Vesuvio recuperati dopo la guerra

La seconda unità fu un ariete torpediniere costruito anche questo a Castellammare di Stabia, che prestò servizio dal 1887 fino al 1920. Questa nave ebbe una vita operativa intensa. Ricevuta la bandiera di combattimento nel novembre 1888, nel biennio 1891-92 operò prevalentemente nelle acque nazionali svolgendo attività croceristica ed addestrativa e nel febbraio 1892 raggiunse Alessandria d'Egitto in missione di rappresentanza. Il 26 agosto 1893, sotto l'insegna del Contrammiraglio Giovan Battista Magnaghi, partecipò alla rivista navale internazionale di Hampton Roads toccando porti canadesi, statunitensi, delle Antille e dell'America centrale effettuando durante questa navigazione ricerche scientifiche riguardanti la piattaforma subacquea del continente americano. Allo scoppio della rivoluzione in Brasile, la nave raggiunse le coste sud americane stazionandovi a difesa degli interessi dei connazionali. Rientrata in Italia venne sottoposta a dei lavori all'Arsenale di Venezia al termine dei quali dal dicembre 1895 operò nel Mar Rosso con il ruolo di nave ammiraglia della flotta dislocata in Eritrea. All'inizio del 1898 l'unità fu inviata nelle acque dell'America centrale e Meridionale per seguire il conflitto Ispano-Americano. Rientrata a Napoli nel 1900,  dal 1905 al 1907 venne trasformata in nave scuola partecipando anche alla guerra italo-turca del 1911. Dopo oltre trenta anni di servizio la nave venne radiata definitivamente il 9 settembre 1920.

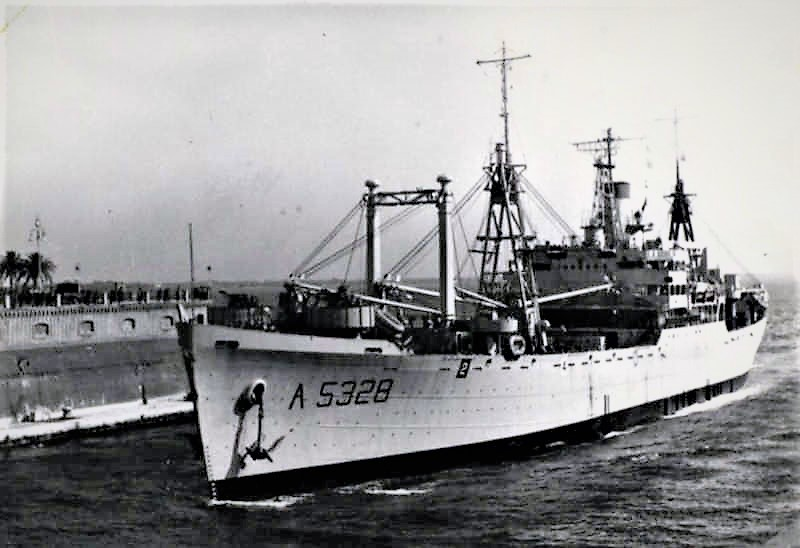
La precedente Nave Etna

La terza unità fu un incrociatore antiaereo ordinato nel 1938 dalla Thailandia e costruito sul tipo Montecuccoli, che varato nel cantiere di Trieste nel 1941 con il nome Taksin venne requisito dall'Italia nel dicembre 1941 e rinominato Etna. Il suo progetto costruttivo venne notevolmente modificato per poterlo impiegare anche come trasporto veloce di truppe, ma la sua costruzione non venne mai ultimata. Insieme all'Etna venne costruita per i thailandesi un'altra unità gemella che ne condivise esattamente la stessa sorte. Questa nave, varata con il nome Naresuan dopo essere stata requisita dalla Regia Marina venne ribattezzata Vesuvio.
Le notevoli modifiche progettuali ne ritardarono notevolmente la costruzione e le due unità erano state completate al 60% quando, all'armistizio, vennero catturate dai tedeschi. Le due navi vennero successivamente affondate da reparti di incursori italiani rendendole inutilizzabili per i tedeschi ed i loro scafi recuperati dopo la guerra vennero avviati alla demolizione.
La quarta fu l'unità ex statunitense USS Whitley, un trasporto d'attacco risalente al 1944 e che partecipò all'ultima fase della seconda guerra mondiale. Fu ceduto alla Marina Militare Italiana dove prestò servizio con la matricola A 5328 dal febbraio 1962 fino al 1977 venendo classificata come nave appoggio.

## Grecia
L'unità greca, battezzata con il nome Prometheus, è stata costruita su licenza in Grecia e varata il 18 febbraio 2000 è stata completata il 3 luglio 2003.
La nave dispone di un sistema CIWS Vulcan Phalanx di quattro mitragliere da 20mm Rheinmetall MK20 Rh202.
Sul ponte di volo possono operare due elicotteri AB 212 o S-70B-6 Aegean Hawk.

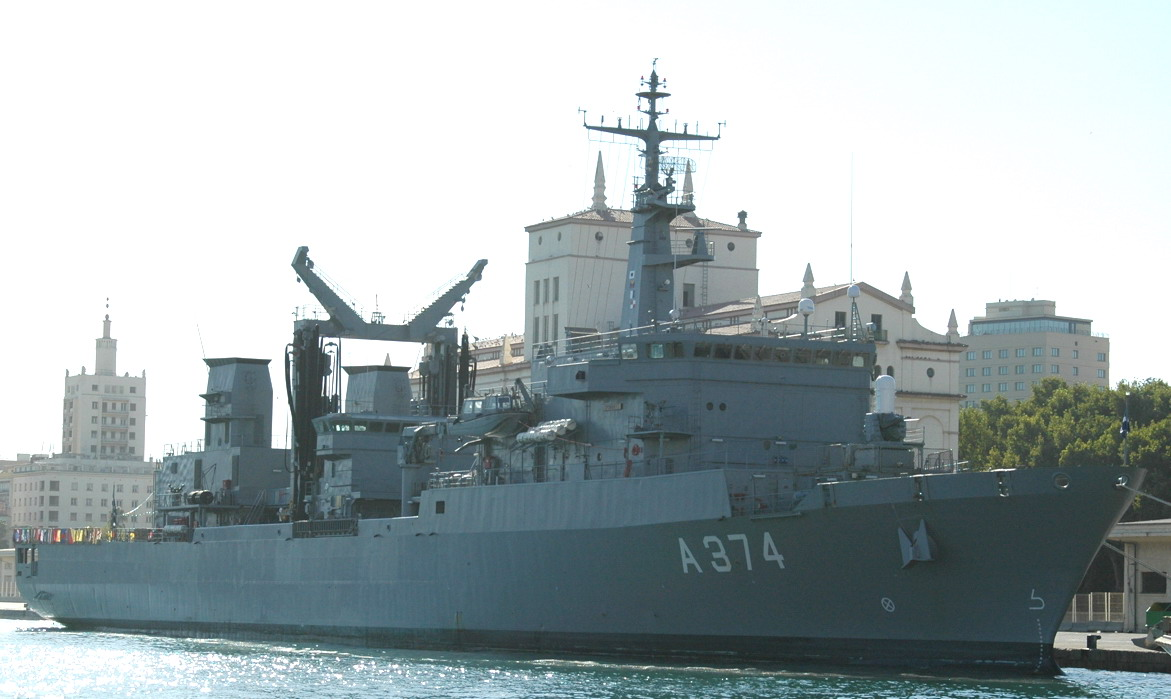
Nave Prometheus ormeggiata a Malaga
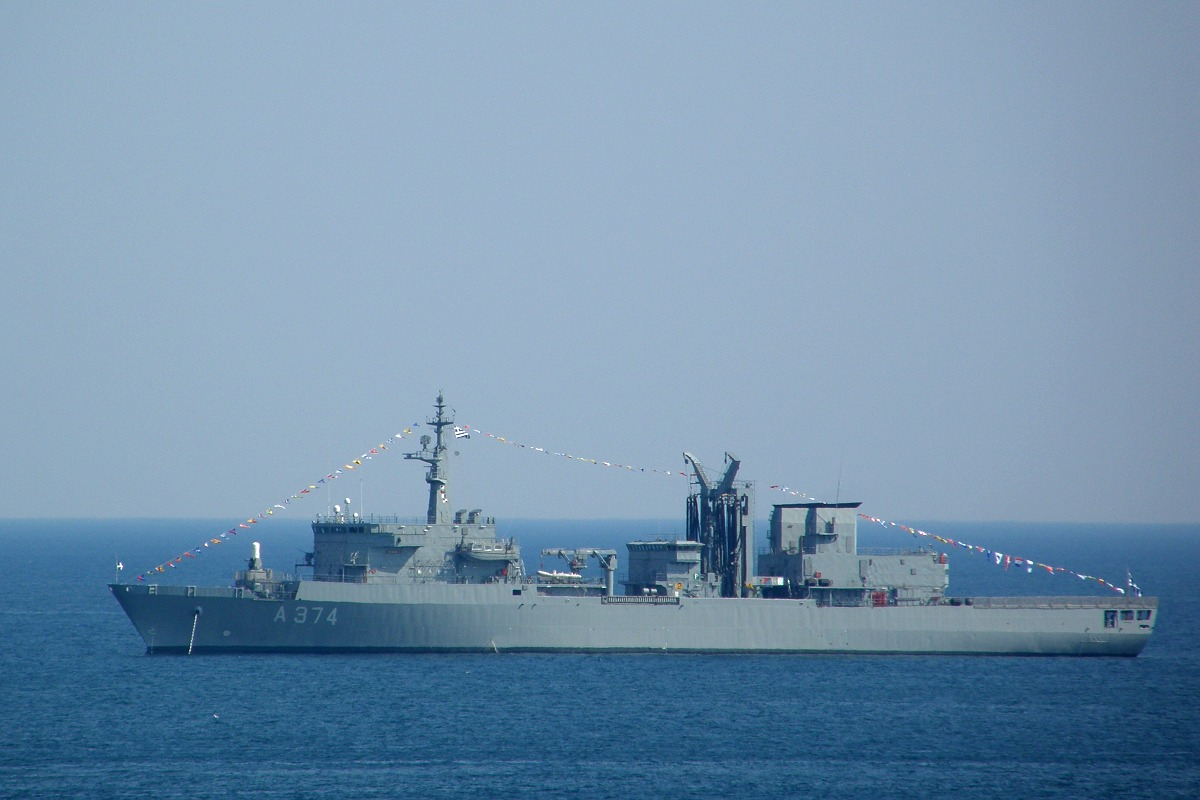
Nave Prometheus in navigazione